# Chwałowo (obwód brzeski)
Chwałowo (biał. Хвалава, Chwaława; ros. Хвалово, Chwałowo) – wieś na Białorusi, w obwodzie brzeskim, w rejonie prużańskim, w sielsowiecie Suchopol.
Dawniej istniały dwie wioski – Chwałowo I i Chwałowo II.
W latach 1921–1939 należały do gminy Suchopol.
Według Powszechnego Spisu Ludności z 1921 roku wieś Chwałowo I zamieszkiwały 304 osoby, wśród których było 299 wyznania prawosławnego, a 5 mojżeszowego. Jednocześnie wszyscy mieszkańcy zadeklarowali polską przynależność narodową. We wsi było 62 budynków mieszkalnych.
Chwałowo II zamieszkiwały 302 osoby, wśród których było 278 wyznania prawosławnego, a 24 mojżeszowego. Jednocześnie wszyscy mieszkańcy zadeklarowali polską przynależność narodową. We wsi było 54 budynków mieszkalnych.